# Coreopsis mollicula
Coreopsis mollicula là một loài thực vật có hoa trong họ Cúc. Loài này được Sagást. & Sánchez Vega mô tả khoa học đầu tiên năm 2007.